# Cabut gorjagroc
El cabut gorjagroc (Eubucco richardsoni) és una espècie d'ocell de la família dels capitònids (Capitonidae) que habita l'Amazònia occidental.

## Taxonomia
S'han descrit quatre subespècies:
- E. r. richardsoni (Gray, GR, 1846). Del sud-est de Colòmbia, est de l'Equador i centre del Perú.
- E. r. nigriceps Chapman, 1928. Del nord-est del Perú.
- E. r. aurantiicollis PL Sclater, 1858. Del Perú oriental, nord oest de Bolívia i zona propera de Brasil.
- E. r. purusianus Gyldenstolpe, 1951. Del Brasil central.

Segons alguns autors les dues últimes subespècies formarien una espècie diferent: cabut de gorja ardent (Eubucco aurantiicollis).